# سيد وايس
سيد وايس (بالإنجليزية: Sid Weiss)‏ هو عازف جاز أمريكي، ولد في 30 أبريل 1914 في سكنيكتادي في الولايات المتحدة، وتوفي في 30 مارس 1994 في كولتون في الولايات المتحدة.

## وصلات خارجية
- سيد وايس على موقع IMDb (الإنجليزية)
- سيد وايس على موقع ميوزك برينز (الإنجليزية)
- سيد وايس على موقع أول ميوزيك (الإنجليزية)
- سيد وايس على موقع ديسكوغز (الإنجليزية)
- سيد وايس على موقع قاعدة بيانات الفيلم (الإنجليزية)